# Desregulagem emocional
Desregulagem emocional (ou desregulagem afetiva) é um termo utilizado na comunidade de saúde mental para se referir a uma resposta emocional que não é bem modulada. Isto significa que o indivíduo não responde a um "evento" "lugar" "pessoa" ou "coisa" da maneira que seria geralmente considerada dentro dos padrões normais de emoção. A desregulagem emocional é vista através tanto do afeto positivo quanto do negativo. É caracterizado pela dificuldade em regular as emoções; exemplos disto podem ser a raiva ou histeria em resposta à uma perda. Em contraste, a regulagem emocional é definida como a habilidade relativa de tolerar aspectos dolorosos (a chamada tolerância de afeto), juntamente com a habilidade de reduzir o desgaste interior sem recorrer a mecanismos de defesa (chamada modulação de afeto).
A desregulagem emocional é um fenômeno abrangente e é um dos componentes dos transtornos mentais. É geralmente causado pela exposição inicial a um trauma psicológico ou um mal-tratamento crônico (como abuso infantil ou negligência à criança), e está fortemente associado ao Transtorno de estresse pós-traumático. O termo também é referenciado no Transtorno de personalidade limítrofe e no Transtorno de apego reativo, entre outros. Existe um esforço de alguns setores da comunidade de saúde mental para renomear o Transtorno de personalidade limítrofe para Transtorno da desregulagem emocional ou Transtorno emocional desregulatório, no DSM-IV e no CID-10.

## Tratamento
O tratamento para desregulagem emocional precisa focar na causa por trás do quadro, de forma a não ser apenas um tratamento paliativo.